# Rivalité Alcaraz-Sinner
La rivalité Alcaraz-Sinner, parfois surnommée Big Two en référence au Big Three, oppose les deux joueurs de tennis professionnels Carlos Alcaraz et Jannik Sinner au début des années 2020. Après la domination du Big Three pendant près de deux décennies et une courte période creuse au début des années 2020, la domination des deux joueurs, dès la saison 2024, semble ouvrir une nouvelle période du tennis contemporain : à eux deux, ils se partagent la totalité des Grand Chelems à partir de l'Open d'Australie 2024. Sur le circuit ATP, les deux joueurs se sont affrontés à quatorze reprises depuis leur premier match en novembre 2021 — dont deux fois en finale de Grand Chelem. Alcaraz a gagné neuf de ces quatorze confrontations, Sinner cinq — dont une finale de Grand Chelem chacun. L'Italien occupe la première place du classement ATP à partir de juin 2024, tandis que l'Espagnol alterne entre deuxième et troisième place depuis la même date, après avoir dominé le classement par intermittence avec Novak Djokovic en 2022 et en 2023.

## Historique

### Avant 2024: montée en puissance

#### 2019: première rencontre en Challenger
Le 2 avril 2019, Carlos Alcaraz (15 ans) et Jannik Sinner (17 ans) s'affrontent pour la première fois, lors du 1er tour du tournoi d'Alicante. Alcaraz l'emporte en trois sets (6-2, 3-6, 6-3) en 1 heure et 50 minutes,,.

#### 2021:2etourà Paris-Bercy
Le 3 novembre 2021, les deux joueurs s'affrontent pour la première fois sur le circuit ATP, lors du 2e tour du tournoi de Paris-Bercy. Après 2 heures et 8 minutes de jeu, Alcaraz l'emporte en deux sets accrochés (7-61, 7-5) et remporte dans le même temps son vingt-septième match de la saison, qui est également son troisième succès de l'année contre un membre du top 10,.

#### 2022: huitième de finale à Wimbledon, finale à Umag et quart de finale à l'US Open
Le 3 juillet 2022, ils s'affrontent sur le gazon de Wimbledon, en huitième de finale du tournoi. Avant le match, Feliciano López affirme que les deux joueurs — les deux plus jeunes encore en lice dans le tournoi — « peuvent dominer [le circuit] à l'avenir ». Au bout d'1 h 20 de jeu, Sinner empoche les deux premiers sets (6-1, 6-4) mais Alcaraz parvient à revenir dans le jeu décisif du troisième set (68-7) et oblige l'Italien à jouer un quatrième set que ce dernier remporte finalement (6-3) pour conclure un match de 3 h 35. Après le match, le Murcien partage le souhait de vivre une belle rivalité avec Sinner.
Un mois plus tard, le 31 juillet, ils se retrouvent à Umag, cette fois en finale sur terre battue. L'Espagnol défend un titre pour la première fois de sa carrière tandis que l'Italien joue sa huitième finale ATP et sa première de l'année après des premiers mois difficiles. Alors qu'Alcaraz remporte le premier set au bout d'un jeu décisif (65-7), c'est Sinner qui prend ensuite le dessus (6-1, 6-1), profitant du physique déclinant de l'Espagnol. Au bout de 2 h 26, l'Italien convertit sa première balle de match pour remporter son sixième titre ATP, son tout premier sur terre battue après cinq titres sur dur,, son premier en 2022, le deuxième de suite face à son rival espagnol et, enfin, son premier titre face à un membre du top 5.
Le 8 septembre, les deux joueurs s'affrontent une quatrième fois, cette fois sur la surface dure de l'US Open, en quart de finale du tournoi. L'Italien commence mal en perdant le premier set (6-3) dans lequel il commet trois doubles fautes mais parvient à revenir de justesse dans les deux sets suivants (67-7, 60-7) et l'Espagnol doit même sauver une balle de match italienne au quatrième set. Carlos Alcaraz remporte ce quatrième set avant de faire de même avec le cinquième (7-5, 6-3) pour s'imposer après un combat « épique » que l'ATP qualifie même de match de l'année 2022. Il valide son ticket pour sa première demi-finale dans le Grand Chelem américain au bout de 5 h 15 de jeu. Le match, qui inscrit un record en ayant pris fin à 2 h 50 du matin, laisse à ce moment là penser que les deux joueurs sont prêts à « atteindre le sommet du sport »,. Quelques tours plus tard, Alcaraz, âgé de 19 ans, remporte le tournoi et devient le plus jeune joueur de l'histoire à occuper la première place du classement ATP.

#### 2023: demi-finales à Indian Wells, Miami et en Chine
En 2023, Carlos Alcaraz et Jannik Sinner s'affrontent une cinquième fois le 19 mars 2023 en demi-finale d'Indian Wells où l'Espagnol s'impose en deux sets, dont un au tie-break (7-64, 6-3 en 1 h 52).
Seulement 13 jours plus tard, le 1er avril 2023, ils se retrouvent en demi-finale du tournoi de Miami. Dans un match de 3 h 2, Sinner est d'abord mené en concédant le premier set (64-7) mais revient ensuite en emportant les deux sets suivants (6-4, 6-2), profitant des crampes de l'Espagnol dans le dernier set.
Après deux matchs en l'espace d'à peine deux semaines, les deux joueurs doivent attendre l'automne suivant pour se retrouver. Le 3 octobre 2023, c'est sur le dur pékinois qu'ils se font face, en demi-finale de tournoi de Chine. Jouant un tennis agressif, Sinner bat Alcaraz en 1 h 55 au terme de deux sets, dont un premier accroché (7-64, 6-1).

### À partir de 2024: domination totale du circuit
Avec le déclin progressif du Big Three (Roger Federer prend sa retraite en 2022, Rafael Nadal en 2024), les observateurs craignent un « vide » dans le tennis professionnel : aucun joueur né dans les années 1990 n'est parvenu à montrer qu'il pouvait prendre la relève. Cependant, dans le même temps, la rivalité entre Carlos Alcaraz et Jannik Sinner se renforce progressivement, et celle-ci est rapidement comparée à celle entre le Suisse, l'Espagnol et le Serbe,,,. En ce sens, elle inspire son surnom de Big Two,, (et, plus rarement, New Two,, ou même encore « Sincaraz » par contraction de leur deux noms). À partir de 2024, Carlos Alcaraz et Jannik Sinner dominent le circuit, au point où ils se partagent chacun des Grand Chelem disputés, : l'US Open 2023 de Novak Djokovic est le dernier titre majeur remporté par un autre joueur qu'eux deux. Ni Alcaraz ni Sinner ne quittent le podium du classement ATP à partir de février 2024[réf. souhaitée] et les deux joueurs s'imposent comme les deux meilleurs joueurs du circuit professionnel.

#### 2024: demi-finales à Indian Wells et Roland-Garros, finale en Chine
Le 16 mars 2024, les deux joueurs se retrouvent à nouveau en demi-finale d'Indian Wells, comme ce fut déjà le cas l'année précédente. L'Italien entame très bien un match retardé à cause de la pluie, infligeant un premier set 6-1 à son adversaire. Cependant, l'Espagnol revient rapidement dans les deux sets suivants en variant davantage son jeu (6-3, 6-2). Après 2 h 5 de jeu, l'Espagnol met non seulement un terme à la série de 19 victoires de l'Italien sur le circuit, mais le prive également de l'opportunité de lui dérober la deuxième place mondiale.
Le 7 juin suivant, ils se retrouvent à l'occasion de la demi-finale de Roland-Garros, deux ans après leur dernier match en Grand Chelem et leur quart de finale marquant à l'US Open qu'Alcaraz décrit comme le match « le plus dur » de sa carrière. C'est la première fois depuis vingt ans qu'aucun membre du Big Three n'est présent dans le dernier carré du tournoi. L'Espagnol, toujours à la poursuite de son premier tournoi majeur sur terre battue alors qu'il était récemment touché par une blessure au muscle rond pronateur, peine à atteindre son meilleur niveau en début de match. Le premier set est remporté par Sinner (6-2), le deuxième par Alcaraz (6-3), mais l'Italien, bien que touché par une crampe et ne jouant pas non plus son meilleur tennis, reprend l'avantage en remportant le troisième set (6-3). L'Espagnol, résilient, s'empare du quatrième puis du cinquième set dans une fin de match serrée et de qualité (6-4, 6-3). Après 4 h 9 et un total de points pourtant défavorable (145 pour Alcaraz, 147 pour Sinner), l'Espagnol s'impose et devient le plus jeune joueur à atteindre une finale de tournoi majeur sur les trois surfaces. Sinner, quant à lui, jouait sa première demi-finale à Roland-Garros et tentait d'atteindre sa deuxième finale en Grand Chelem. Cependant, cette défaite lui permet quand même de devenir le nouveau numéro 1 mondial en détrônant Alcaraz, faisant de lui le premier italien à réussir cet accomplissement.
Le 2 octobre, c'est en Chine que les deux joueurs se retrouvent, à nouveau en finale, où Jannik Sinner défend son titre. À l'issue d'un match serré de 3 h 21 (66-7, 6-4, 7-63), Carlos Alcaraz remporte son quatrième trophée de l'année, mais aussi son troisième match d'affilée face à Jannik Sinner et devient le premier joueur depuis 2009 à remporter un tournoi ATP 500 sur les trois surfaces. Cependant, l'Italien maintient une avance au classement ATP de quasiment 3 000 points à l'issue du tournoi.
Quelques jours plus tard, le 19 octobre, les deux joueurs se rejouent lors d'un match d'exhibition au 6 Kings Slam (en), à Riyad, en Arabie saoudite. Après 2 heures et 18 minutes de jeu, Sinner gagne en trois sets (65-7, 6-3, 6-3).
Le 17 novembre, Sinner remporte le Masters, la première édition depuis 2001 où aucun des trois joueurs du Big Three n'est présent.

#### 2025: finales à Rome, Roland-Garros, Wimbledon et Cincinnati
En 2025, Alcaraz et Sinner s'affrontent une première fois en mai lors de la finale du tournoi de Rome. C'est leur premier match après la suspension de l'Italien pour dopage qui a duré de février à mai 2025. Alcaraz remporte le match (7-65, 6-1 en 1 h 43) ; c'est la quatrième victoire d'affilée de l'Espagnol sur l'Italien, son premier tournoi remporté sur les terres de son rival et son 19e titre en carrière. L'Italien, quant à lui, voit sa série de 26 victoires sur le circuit principal s'arrêter. Jim Courier, ancien joueur de tennis professionnel, affirme en mai 2025 qu'« après l'ère du Big Three, on est entré dans l'ère du New Two. Ils ont remporté les cinq derniers tournois du Grand Chelem et se sont nettement démarqués du reste du circuit. Au début de la saison sur terre battue, alors que Sinner était absent et Alcaraz un peu inconstant, on pouvait encore se poser quelques questions. Mais à Rome, ils ont clairement montré l'écart qui les sépare des autres. S’ils restent en bonne santé, ils risquent de dominer très longtemps. »,.
Le 8 juin, les deux joueurs s'affrontent une deuxième fois à l'occasion de la finale de Roland-Garros, où, pour la première fois de l'histoire, la finale du tournoi se joue entre deux joueurs nés au XXIe siècle. Après la finale la plus longue du tournoi parisien (5 h 29), Alcaraz s'impose en cinq sets (4-6, 64-7, 6-4, 7-63, 7-62), profitant des erreurs de Sinner sur trois balles match malgré une première partie de rencontre maîtrisée où l'Italien menait de deux sets et un total de points supérieur (193 à 192). C'est par ailleurs la première fois que l'Espagnol remporte un match après avoir été mené de deux sets, et c'est la cinquième confrontation d'affilée entre les deux joueurs qu'il remporte, soit tous leurs matchs depuis 2024,.
|                                          |
| Alcaraz face à Zeppieri (en) (1er tour). |

|                                  |
| Sinner face à Gasquet (2e tour). |

En juillet, un mois après leur affrontement à Roland-Garros, les deux joueurs se retrouvent à nouveau en finale de Grand Chelem, cette fois sur le gazon de Wimbledon où Alcaraz défend son titre,. C'est seulement la quatrième fois de l'histoire que l'affiche de la finale de Wimbledon est la même que celle de Roland-Garros, après les oppositions Federer-Nadal de 2006, 2007 et 2008. Cette fois, la finale est moins passionnante que celle de Roland-Garros le mois précédent, mais Sinner s'impose après quatre sets (4-6, 6-4, 6-4, 6-4) et remporte ainsi son premier Grand Chelem sur gazon. Premier italien à s'imposer sur le tournoi londonien, il met dans le même temps un terme à la série de cinq victoires d'Alcaraz face à lui ainsi qu'à la série de 24 victoires de l'Espagnol sur le circuit ATP, qui restait invaincu depuis avril.
Le 18 août, sous le soleil ohioain, les deux joueurs se retrouvent en finale du tournoi de Cincinnati, 7e Masters 1000 de la saison. Cependant, après une domination totale de l'Espagnol, Sinner, malade, peu mobile et accumulant les fautes, est contraint d'abandonner, et le match se conclut avant la fin du premier set (5-0). Après moins d'une demi-heure de jeu, c'est le premier match entre les deux joueurs qui s'achève sur abandon. Alcaraz, qui confirme avoir joué « le tournoi le plus chaud » de sa carrière après le match, remporte son 6e titre de l'année, son 8e Masters 1000 et son 22e titre en carrière. Plus largement, cette finale conclue par abandon soulève un problème d'organisation : le tournoi, joué sur douze jours, est certes plus rentable mais épuise les joueurs (huit abandons pendant le tournoi), brouille la lisibilité des épreuves et ennui le public.

## Classement ATP

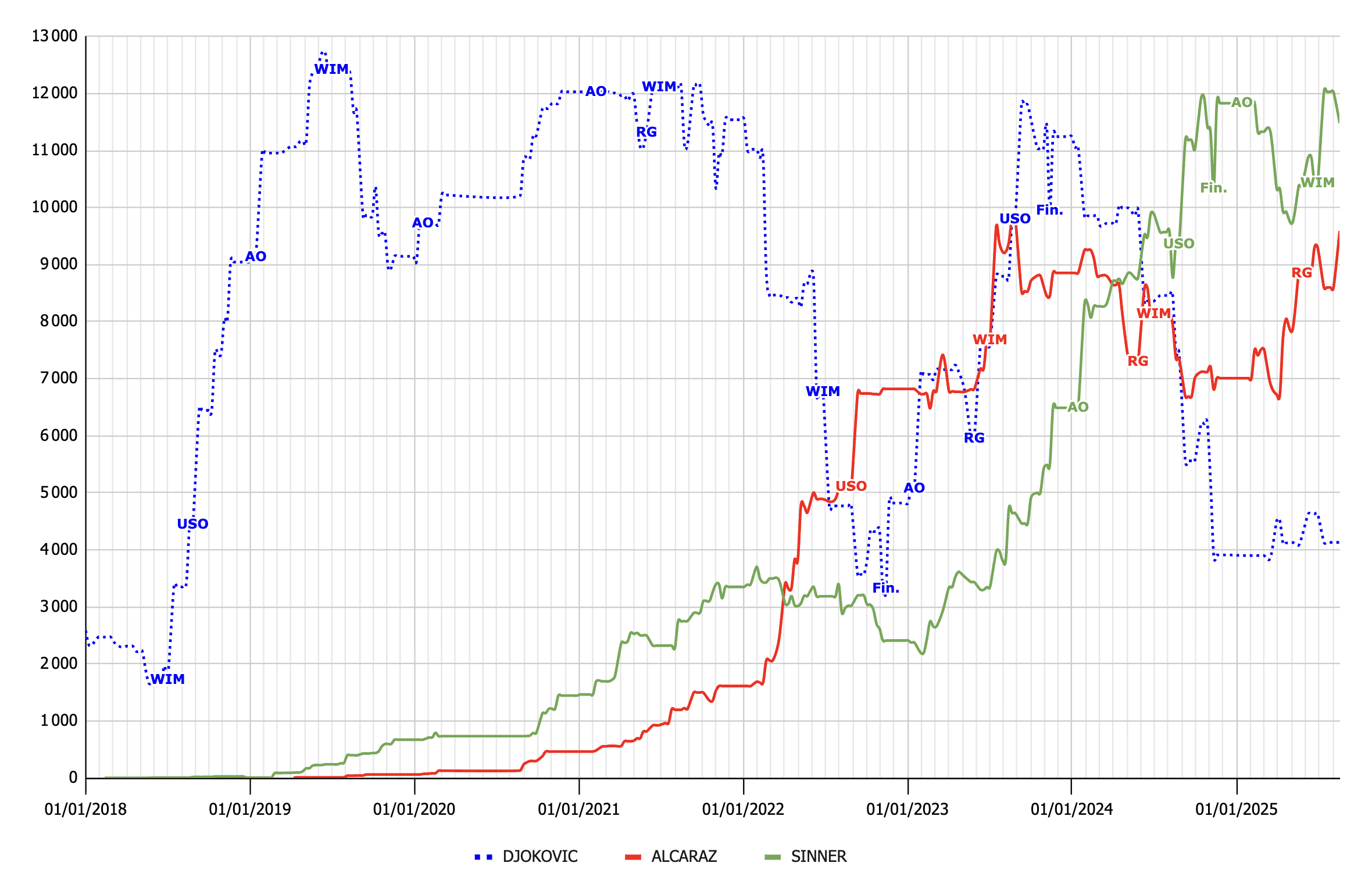
Évolution des points au classement ATP entre Alcaraz (en rouge), Sinner (en vert) et Djokovic (en pointillés bleus) du 1 janvier 2018 au 18 août 2025.

Le 12 septembre 2022, Carlos Alcaraz remplace Daniil Medvedev en devenant le 28e et plus jeune numéro 1 mondial de l'histoire, après avoir remporté l'US Open, son premier Grand Chelem. Il maintient sa position jusqu'au début de l'année 2023, période à partir de laquelle Novak Djokovic et l'Espagnol permutent à plusieurs reprises. Ces passations entre le Serbe et l'Espagnol durent un an et demi, soit jusqu'au 10 juin 2024, date à laquelle Jannik Sinner prend à son tour la première place et met fin aux dernières 39 semaines du règne serbe. Le premier italien à être numéro 1 mondial connaît une progression plus constante et linéaire au classement que son rival espagnol : avant d'être leader à partir juin, il avait atteint le podium en février 2024 et pris la deuxième place d'Alcaraz début avril. Aussi, sa domination est plus stable que celle de l'Espagnol : il ne quittera plus sa position pendant les 63 semaines suivantes.

## Styles respectifs
Sur le court, les matchs opposant Alcaraz à Sinner sont caractérisés par des longs rallyes (en), un rythme soutenu et des coups puissants. Sinner décrit sa rivalité avec Alcaraz comme « le feu et la glace », rappelant la rivalité Borg-McEnroe, en raison de leurs styles de jeu et de personnalité différents : Alcaraz est ouvert et expressif, demandant régulièrement le soutien du public, tandis que Sinner — à la manière de Federer — est calme, fermé, et froid.
En dehors des courts, les deux rivaux se respectent, sont amis, et entretiennent une bonne relation. Ils se parlent peu mais quand ils le font, c'est dans un mélange d'italien et d'espagnol. Les deux joueurs sont fans de football, l'Espagnol supportant le Real Madrid et l'Italien l'AC Milan.

## Résultats

### L'un contre l'autre

#### Sur le circuit ATP
Depuis 2021, les deux joueurs se sont affrontés à quatorze reprises sur le circuit principal de l'ATP : une fois en 2021, trois fois en 2022, 2023 et 2024 et quatre fois en 2025. Sur ces quatorze matchs, l'Espagnol en a remporté neuf et l'Italien cinq.
| No | Date           | Vainqueur | Tournoi       | Catégorie ATP | Tour          | Surface      | Résultat | Résultat | Résultat | Résultat | Résultat | Durée  |
| -- | -------------- | --------- | ------------- | ------------- | ------------- | ------------ | -------- | -------- | -------- | -------- | -------- | ------ |
| 1  | 3 nov. 2021    | Alcaraz   | Paris-Bercy   | Masters 1000  | 2e tour       | Dur (int.)   | 7-61     | 7-5      |          |          |          | 2 h 8  |
| 2  | 3 juill. 2022  | Sinner    | Wimbledon     | Grand Chelem  | 1/8 de finale | Gazon        | 6-1      | 6-4      | 68-7     | 6-3      |          | 3 h 35 |
| 3  | 31 juill. 2022 | Sinner    | Umag          | 250           | Finale        | Terre battue | 65-7     | 6-1      | 6-1      |          |          | 2 h 26 |
| 4  | 8 sept. 2022   | Alcaraz   | US Open       | Grand Chelem  | 1/4 de finale | Dur          | 6-3      | 67-7     | 60-7     | 7-5      | 6-3      | 5 h 15 |
| 5  | 19 mars 2023   | Alcaraz   | Indian Wells  | Masters 1000  | Demi-finale   | Dur          | 7-64     | 6-3      |          |          |          | 1 h 52 |
| 6  | 1er avr. 2023  | Sinner    | Miami         | Masters 1000  | Demi-finale   | Dur          | 64-7     | 6-4      | 6-2      |          |          | 3 h 2  |
| 7  | 3 oct. 2023    | Sinner    | Chine         | 500           | Demi-finale   | Dur          | 7-64     | 6-1      |          |          |          | 1 h 55 |
| 8  | 16 mars 2024   | Alcaraz   | Indian Wells  | Masters 1000  | Demi-finale   | Dur          | 1-6      | 6-3      | 6-2      |          |          | 2 h 5  |
| 9  | 7 juin 2024    | Alcaraz   | Roland-Garros | Grand Chelem  | Demi-finale   | Terre battue | 2-6      | 6-3      | 3-6      | 6-4      | 6-3      | 4 h 9  |
| 10 | 2 oct. 2024    | Alcaraz   | Chine         | 500           | Finale        | Dur          | 6-7      | 6-4      | 7-63     |          |          | 3 h 21 |
| 11 | 18 mai 2025    | Alcaraz   | Rome          | Masters 1000  | Finale        | Terre battue | 7-65     | 6-1      |          |          |          | 1 h 43 |
| 12 | 8 juin 2025    | Alcaraz   | Roland-Garros | Grand Chelem  | Finale        | Terre battue | 4-6      | 64-7     | 6-4      | 7-63     | 7-62     | 5 h 29 |
| 13 | 13 juill. 2025 | Sinner    | Wimbledon     | Grand Chelem  | Finale        | Gazon        | 4-6      | 6-4      | 6-4      | 6-4      |          | 3 h 4  |
| 14 | 18 août 2025   | Alcaraz   | Cincinnati    | Masters 1000  | Finale        | Dur          | 5-0ab.   |          |          |          |          | 0 h 23 |

| Surface      | Victoires d'Alcaraz | Victoires de Sinner | Total |
| ------------ | ------------------- | ------------------- | ----- |
| Dur          | 6                   | 2                   | 8     |
| Terre battue | 3                   | 1                   | 4     |
| Gazon        | 0                   | 2                   | 2     |
| Total        | 9                   | 5                   | 14    |

#### En dehors du circuit ATP
En dehors du circuit ATP, les deux joueurs se sont affrontés à deux reprises.
| Date         | Vainqueur | Tournoi           | Catégorie            | Tour     | Surface      | Résultat | Résultat | Résultat | Durée  |
| ------------ | --------- | ----------------- | -------------------- | -------- | ------------ | -------- | -------- | -------- | ------ |
| 2 avr. 2019  | Alcaraz   | Alicante (en)     | Challenger           | 1er tour | Terre battue | 6-2      | 3-6      | 6-3      | 1 h 50 |
| 19 oct. 2024 | Sinner    | 6 Kings Slam (en) | Tournoi d'exhibition | Finale   | Dur          | 65-7     | 6-3      | 6-3      | 2 h 18 |

### Dans les principales compétitions
| Année | Open d'Australie | Roland-Garros | Wimbledon | US Open  | Masters  | Jeux olympiques | Coupe Davis |
| ----- | ---------------- | ------------- | --------- | -------- | -------- | --------------- | ----------- |
| 2022  | Nadal            | Nadal         | Djokovic  | Alcaraz  | Djokovic | —               | Canada      |
| 2022  | Medvedev         | Ruud          | Kyrgios   | Ruud     | Ruud     | —               | Australie   |
| 2023  | Djokovic         | Djokovic      | Alcaraz   | Djokovic | Djokovic | —               | Italie      |
| 2023  | Tsitsipás        | Ruud          | Djokovic  | Medvedev | Sinner   | —               | Australie   |
| 2024  | Sinner           | Alcaraz       | Alcaraz   | Sinner   | Sinner   | Djokovic        | Italie      |
| 2024  | Medvedev         | Zverev        | Djokovic  | Fritz    | Fritz    | Alcaraz         | Pays-Bas    |
| 2025  | Sinner           | Alcaraz       | Sinner    | À venir  | À venir  | —               | À venir     |
| 2025  | Zverev           | Sinner        | Alcaraz   | À venir  | À venir  | —               | À venir     |